# وزل
شهر وزل (به آلمانی: Wesel) در ایالت نوردراین-وستفالن در کشور آلمان واقع شده‌است و مرکز ناحیه‌ای به همین نام است.

## جغرافیا
این شهر در محل تلاقی دو رود راین و رودخانه لیپه قرار دارد.

### تقسیمات شهری
وزل به هشتت منطقه لاکهوسن، اوبریگهون، گیندریخ، فلدمارگ، فوسترنبرگ، بودریخ، فلورن و بلومنکمپ تقسیم می‌شود.

## تاریخ

### ریشه
وجود این شهر ریشه در یک ملک اربابی فرانکی در حدود قرن هشتم میلادی دارد. قرن دوازدهم میلادی دوک کلیو کنترل وسل را در دست گرفت. این شهر در قرن پانزدهم به پیمان تجاری هانزایی پیوست. در قلمرو دوک‌نشین کلیو، وسل پس از کلن دومین انبار بزرگ کالاهای تجاری در منطقه راین جنوبی بود. این شهر به عنوان یکی از مهم‌ترین مراکز تجاری به صورت یک پایگاه برای جابه جایی و خرید و فروش اجناس به کار گرفته می‌شد.
در سال ۱۵۹۰ اسپانیایی پس از یک محاصره طولانی مدت چهار ساله موفق به تصرف شهر شدند. در جریان جنگ هشتاد ساله وزل بارها بین اسپانیا و هلند دست به دست شد. در سال ۱۶۷۲ نیروهای فرانسوی به رهبری لویی دو بربون، دوک کوند شهر را تصرف کردند. وزل برای حاکمان برادنبورگ امپراتوری مقدس روم به ارث رسید اما آن‌ها تا زمان امضای قرارداد نیخمگن ۱۶۷۸ نتوانستند بر شهر مسلط شوند. با این حال که استحکامات شهر به شدت تقویت شده بود اما پروسی‌ها در جریان جنگ هفت سال شهر را تخلیه کردند تا دوباره فرانسوی‌ها آن را اشغال کنند. فدریخ ویلهلم فون دوسو در قرن هجدهم حاکم پروسی شهر بود. وسل بر طبق قرارداد شونبرون به فرانسوی‌ها تحویل داده شد. فرانسوی‌ها با ساختن دو دژ دوباره بر استحکامات شهر افزودند. با وجود محاصره شدید توسط دشمنان ناپلئون بناپارت شهر تا پایان نبرد واترلو در کنترل فرانسوی‌ها باقی ماند. پس از جنگ‌های ناپلئونی این شهر به عنوان بخشی از ایالت راین دوباره نصیب پروس شد.

### جنگ جهانی دوم
در جریان جنگ جهانی دوم به عنوان یک مخزن و انبار راهبردی شهر مداوما هدف حملات هوایی و بمباران قوای متفقین قرار گرفت. در شانزدهم، هفدهم و نوزدهم سال ۱۹۴۵ در اثر حمله متفقین قریب به ۹۷ درصد شهر تخریب شد. ورماخت، ارتش آلمان نازی برای جلوگیری از پیشروی دشمنان پل‌های روی رودهای راین و لیپه را منهدم کرد. بیست و سوم مارس در جریان آماده‌سازی برای عملیاتی موسوم به «عملیات تاراج» شهر با بیش از ۳ هزار قبضه توپ گلوله‌باران شد. این اقدام با بمباران شبانه نیروی هوایی سلطنتی بریتانیا ادامه پیدا کرد. تنها ساعت ۲۱ شب ده تن بمب بر سر این شهر ویران شده ریخته شد. متفقین سعی کردند شهر را با کمترین تلفات تصرف کنند که همین امر با بمباران‌های مداوم باعث تخریب شهر شد. در طی عملیات وارسیتی ۱۸ هزار نفر در بزرگترین عملیات هوابرد جنگ در تپه‌های حوالی وزل فرود آمدند.
جمعیت بیست و سه هزار نفره شهر در سال ۱۹۳۹ در پایان جنگ در می سال ۱۹۴۵ به کمتر از ۱۹۰۰ کاهش یافت.

## شهردار
شهردار کنونی این شهر از سال ۲۰۰۴ خانم اولریک وستکمپ از حزب سوسیال دموکرات آلمان می‌باشد.

## روابط بین‌المللی
خواهرخوانده‌های این شهر عبارت اند از:
- هندرسون، مریلند، ایالات متحده (۱۹۵۲)
- فلیکستو، انگلستان (۱۹۷۲)
- سالزودل، زاکسن-آنهالت، آلمان (۱۹۹۰)
- کتشین، لهستان (۲۰۰۲)